# Mfulayong
Mfulayong (Nfulayong) ist ein Ort in der Provinz Centro Sur in Äquatorialguinea. Er liegt östlich von Evinayong.

## Geographie
Der Ort liegt östlich von Evinayong an einer größeren Verkehrsroute nach Wele-Nzas im Osten zwischen Ebomicu, Ovengasi (W) und Amvangsi im Osten.

## Klima
Nach dem Köppen-Geiger-System zeichnet sich Mfulayong durch ein tropisches Klima mit der Kurzbezeichnung Am aus.